# Drie Koninkrijken (China)
Het tijdperk van de Drie Koninkrijken (220 - 280) is een periode in de geschiedenis van China waarin het rijk tijdelijk uiteenviel in drie afzonderlijke koninkrijken. Deze periode werd voorafgegaan door de Han-dynastie (of Oostelijke Han-dynastie) en gevolgd door de Jin-dynastie (265-420). De gebeurtenissen in deze periode worden beschreven in de Kroniek van de Drie Rijken (een van de officiële dynastieke geschiedenissen) die de stof levert voor de nog steeds veel gelezen klassieke Roman van de Drie Koninkrijken.

## Inleiding
Aan het einde van de 2e eeuw was de centrale macht van de Han-dynastie verzwakt door paleisintriges. De keizers, die al generaties lang als kind op de troon waren gekomen, waren vaak marionetten. In het ontstane machtsvacuüm opereerden krijgsheren. Na verloop van tijd tekenden zich binnen het Chinese keizerrijk drie rijken af: de Wei in het noorden, de Wu in het zuiden en de Shu-Han in het westen. Geen van deze rijken was in staat om de beide andere te verslaan en zo de macht over het gehele rijk in handen te krijgen.
De vorsten van het Shu-Han-koninkrijk beweerden van een tak van de familie van de Han-keizers af te stammen. Chinese historici zijn echter nooit in staat geweest rechtmatige troonopvolgers aan te wijzen voor de Han-dynastie. Men spreekt daarom simpelweg van het tijdperk van de Drie Koninkrijken.
De tijd van de Drie Koninkrijken was een van de bloedigste perioden in de geschiedenis van China. Volgens een volkstelling tijdens de Oostelijke Han-dynastie (25-220) telde het rijk ca. 56 miljoen mensen; bij een volkstelling aan het begin van de Westelijke Jin-dynastie (265-316) waren het er slechts 16 miljoen. De nauwkeurigheid van de tellingen valt te betwisten, maar het is aannemelijk dat een groot deel van de Chinese bevolking tijdens de voortdurende oorlogen is omgekomen.
Strikt genomen begint dit tijdperk met de afzetting van de laatste Han-keizer door de eerste Wei-keizer Cao Pi in 220 en eindigt het met de hereniging van het land door de eerste keizer van de Westelijke Jin-dynastie, Sima Yan, in 280. Algemeen wordt echter aangenomen dat de centrale regering al in het jaar 189 niet meer in staat was het land te besturen en de deling van China op dat moment al een feit was.

## Ontstaan
Na de dood van keizer Ling in 189 werd generaal He Jin regent. In het hof streden eunuchen en ambtenaren om de macht. Na de moord op He Jin werd onder leiding van zijn getrouwe Yuan Shao een slachting aangericht onder de eunuchen in de keizerlijke paleizen. In de chaos wist generaal Dong Zhuo vanuit het noordwesten Luoyang binnen te vallen en de macht over het keizerlijke hof in handen te krijgen. Hiermee begon een lange periode van burgeroorlog.
Dong Zhuo manipuleerde de troonopvolging zodanig dat Liu Xie (Keizer Xian) de troon besteeg en niet zijn oudere halfbroer. In 190 werd in de oostelijke provincies van het rijk een coalitie tegen de tiran opgericht, onder leiding van Yuan Shao. De keizer en later ook Dong Zhuo werden naar het westelijk gelegen Chang'an gedreven. Dong Zhuo kwam in 192 tijdens een staatsgreep om het leven. De keizer werd in de daaropvolgende jaren door verschillende krijgsheren gesteund.

### De opkomst van Cao Cao

Strijd tussen de krijgsheren en Drie Koninkrijken van 190 tot 280.

In 191 was er bij de coalitie sprake van benoeming van een eigen keizer, maar deze weigerde de echte keizer te 'verraden'. De coalitie begon te verzwakken; de leden vielen een voor een weg. Toen Dong Zhuo Luoyang had verlaten, braken er gevechten uit tussen de krijgsheren. Daarop besloten de betrokken partijen naar huis terug te keren. Vanaf dat moment zullen velen proberen hun eigen staatje te stichten. In 192 doodde Lü Bu Dong Zhuo.
Keizer Xian verliet in augustus 195 Chang'an en maakte gedurende een jaar een gevaarlijke reis om een veilig onderkomen en steun voor zijn heerschappij te zoeken. In 196, toen hij werd ontvangen door Cao Cao, waren de kleinere partijen ofwel opgegaan in grotere, ofwel verslagen. Het Han-rijk was verdeeld tussen regionale krijgsheren. Yuan Shao beheerste het noordelijke centrum van Yi en breidde zijn macht uit ten noorden van de Gele Rivier, in de richting van Gongsun Zan, die het noordelijke grensgebied heerste. Direct ten zuiden van Yuan Shao streed Cao Cao tegen Yuan Shu en Liu Biao die de macht hebben over resp. het gebied rond de rivier Huai He en het centrale gebied van de Jangtsekiang. Ten zuiden hiervan, aan de monding van de Jangtsekiang, was de jonge krijgsheer Sun Ce zijn macht aan het vestigen. In het westen regeerde Liu Zhang over de provincie Yizhou, terwijl het noordwesten werd gecontroleerd door een verzameling kleinere krijgsheren.
Cao Cao, de feitelijke grondlegger van de staat Wei, had in de winter van 189 een eigen leger op de been, waarin zo'n 300.000 Gele Tulbanden waren opgenomen, samen met een aantal clan-achtige milities. In 196 richtte hij een keizerlijk paleis op in Xuchang en ontwikkelde militaire landbouwkolonies (tuntian) om zijn leger van voedsel te voorzien. Cao Cao kon zich, nu hij keizer Xian steunde, er op beroepen het wettelijk gezag te vertegenwoordigen. Na de snel opeenvolgende overwinningen op Yuan Shu (197) en op de oostelijke krijgsheren Lü Bu (198) en Liu Bei (199), richtte Cao Cao zijn aandacht op het noorden, waar Yuan Shao zijn noordelijke rivaal Gongsun Zan hetzelfde jaar nog had verslagen (Beleg van Changshan).
Na maandenlange voorbereidingen ontmoetten de strijdende partijen elkaar in 200 bij Guandu. Daar wist Cao Cao het grotere leger van Yuan een beslissende slag toe te brengen. Met niet meer dan 5000 man voert Cao Cao een gewaagde verrassingsaanval uit: hij stak ongemerkt de Gele Rivier over en overviel het hoofdkwartier van Yuan Shao's strijdmacht (bij Wuchao). Hiermee vernietigde hij de bevoorrading van Yuans leger, dat daardoor gedemoraliseerd werd. Na met 100.000 man te zijn vertrokken, keerde Cao met slechts 800 soldaten in de hoofdstad terug. Yuan Shao leed vanaf dat moment aan depressies en overleed een jaar later, in 202.
Cao Cao maakte gebruik van de dood van Yuan Shao en de tweedeling van diens rijk tussen zijn beide zoons Yuan Shang en Yuan Tan door noordwaarts in de richting van de Gele Rivier te trekken. In 204 nam hij de provincies Ji, Bing, Qing en You in. Aan het einde van 206, na een bliksemcampagne tegen de Wuhuan beheerste Cao Cao de Noordelijke Chinese Vlakte.

### Slag bij de Rode Muur
In 208 marcheerde Cao Cao met zijn leger zuidwaarts, hopende dat het rijk snel verenigd zou worden. De zoon van Liu Biao, Liu Zong, gaf de provincie Jing over en Cao wist een behoorlijke vloot in handen te krijgen bij Jiangling.
Sun Quan, de opvolger van Sun Ce in het zuiden, bleef echter weerstand bieden. Zijn adviseur Lu Su regelde een alliantie met Liu Bei. Hun legers met in totaal 50.000 man troffen in de winter van 208 de vloot en de 200.000 man sterke troepenmacht van Cao Cao bij de de Rode Muur (of de Rode Klippen, Chibi). Na enige schermutselingen werd met behulp van enkele tientallen als deserterende schepen vermomde brandschepen de vloot van Cao Cao verslagen. Deze moest daarop halsoverkop naar het noorden vluchten. De overwinning bij Chibi redde Liu Bei en Sun Quan en legde de basis voor de koninkrijken Shu en Wu.
Na zijn terugkeer stelde Cao Cao zichzelf tevreden met de inlijving van de noordwestelijke gebieden in 211 en het versterken van zijn macht. Zijn titels en macht werden steeds omvangrijker en in 217 werd hij Koning van Wei.
Ondertussen was Liu Bei in de provincie Yi aangekomen. Hij zette Liu Zhang in 214 af als heerser en legde het beheer van de provincie Jing in handen van zijn commandant Guan Yu. Sun Quan liet zijn oog op de provincie Jing en centraal Yangzi vallen. De spanningen tussen de bondgenoten lopen op. Nadat Liu Bei in 219 Hanzhong van Cao Cao had veroverd en Guan Yu het Beleg van Fancheng uitvocht, nam Lü Meng, generaal van Sun Quan, in het geheim de provincie Jing in.

## Driedeling van China

### Oprichting van de Drie Koninkrijken
In de eerste maand van 220 overleed Cao Cao. In de tiende maand van hetzelfde jaar zette zijn zoon Cao Pi in Luoyang keizer Xian af en benoemde zichzelf tot keizer van het nieuwe koninkrijk Wei. In 221 riep Liu Bei zichzelf uit tot keizer van Han, in een poging de gevallen Han-dynastie te herstellen. Zijn staat is tegenwoordig bekend onder de naam Shu-Han. In hetzelfde jaar benoemde Sun Quan zichzelf tot Koning van Wu (hij erkende wel het gezag van Cao Pi tot 229) . Dit is het echte begin van de Drie Koninkrijken. De naam wordt echter betwist omdat de drie vorsten ervan zichzelf zagen als keizers en niet als koningen. De volgende vorsten waren tijdens de Drie Koninkrijken keizer:
Eén jaar na haar oprichting verklaarde Shu-Han de oorlog aan Wu, om wraak te nemen voor het ontnemen van de provincie Jing en het doden van Guan Yu en velen van zijn ondergeschikten. De Slag bij Yiling volgt.
Bij Xiaoting werd Liu Bei verslagen door Lu Xun, legeraanvoerder van Sun Quan, en gedwongen zich terug te trekken in Shu, waar hij korte tijd later overleed in Baidicheng (Stad van de Witte Keizer). Na zijn dood hervatten Shu en Wu vriendschappelijke betrekkingen, ten koste van Wei. In 229 trok Sun Quan de erkenning van de regering van Cao Pi in en riep zichzelf in Wuchang uit tot keizer van Wu.
Het noorden van het rijk behoorde nu geheel toe aan Wei, terwijl Shu het zuidwesten en Wu het centrale zuidelijke deel en de oostelijke gebieden beheersten. De buitengrenzen van het rijk werden bepaald door de grenzen van de Chinese beschaving. Zo werd de politieke invloed aan de zuidgrens begrensd door de Thaise stammen in het huidige Yunnan en Myanmar.

### Evenwicht
Wat bevolking betreft was Wei veruit het grootst. Hier woonden meer dan 660.000 huishoudens met 4.400.000 mensen. Wu kwam op de tweede plaats met 2.300.000 mensen. Shu had een bevolking van 940.000 mensen. Wei had dus meer dan 58% van de totale bevolking binnen zijn grenzen en een oppervlakte van ca. 40% van het vroegere keizerrijk. Naar schatting kon het koninkrijk een leger van 400.000 man onderhouden, terwijl Shu en Wu 100.000 resp. 230.000 konden onderhouden. De Wu-Shu-alliantie bleek in militair opzicht in evenwicht met het koninkrijk Wei. De buitengrenzen van de Drie Koninkrijken veranderden gedurende veertig jaar nauwelijks.

### Transport en handel
In economisch opzicht was de verdeling ten tijde van de Drie Koninkrijken een weergave van een realiteit die lang standhield. Zelfs ten tijde van de Noordelijke Song, ca. 700 jaar later, was het mogelijk China te zien als drie grote regionale markten. Deze geografische verdeling wordt onderstreept door het feit dat alle belangrijke communicatiekanalen tussen de drie rijken door mensen gemaakt zijn: het Grote Kanaal dat het noorden met het zuiden verbindt, de pas door de Drie Kloven van de Yangzi dat het zuiden met Sichuan verbindt en de wegen die Sichuan met het noordwesten verbinden. Het uiteenvallen van het rijk in drie afzonderlijke eenheden was een natuurlijk proces dat zelfs al werd voorzien door politiek denkers als Zhuge Liang.

### De verzoening tussen Wu en Shu
Nadat Liu Bei in 222 overleed, besteeg zijn zoon Liu Shan de troon van Shu. Met de nederlaag van Liu Bei eindigden de vijandelijkheden tussen Wu en Shu, waarna beide rijken zich konden richten op hun interne problemen en hun gemeenschappelijke vijand Wei. Voor Sun Quan betekende het ook een einde aan de vrees dat Shu zijn territorium wilde uitbreiden naar de provincie Jing. Sun Quan richtte zijn aandacht op de oorspronkelijke bewoners in het zuidoosten, die door de Chinezen "Shanyue" werden genoemd. Een opeenvolging van successen tegen de rebellerende stammen leidde tot de uiteindelijke overwinning in 234. In dat jaar beëindigde Zhuge Ge het beleg van Danyang, dat drie jaar had geduurd. 100.000 Shanyue gaven zich over; 40.000 werden als reservisten opgenomen in het leger van Wu.
Tegelijkertijd had ook Shu problemen met opstandige stammen in het zuiden van het land. De zuidwestelijke Yi-volken kwamen in opstand tegen de Han-overheersing, namen de stad Yizhou in en plunderden haar. Zhuge Liang die het belang van stabiliteit in het zuiden inzag, beval de opmars van de Shulegers in drie groepen tegen de Yi. Hij vocht diverse malen tegen het stamhoofd Menghuo, die uiteindelijk werd onderworpen. Een stamhoofd van de Yi werd als vertegenwoordiger opgenomen in de hoofdstad Chengdu en de Yi vormden binnen het Shuleger enkele bataljons.

### De noordelijke expedities van Zhuge Liang
Na de campagne in het zuiden was Zhuge Liang vrij om het in het noordwesten op te nemen tegen Wei. In 227 verplaatste hij de Shu-legerhoofdmacht naar Hanzhong, van waaruit hij zijn noordelijke expedities begon. Het jaar daarop beval hij zijn generaal Zhao Yun om als afleidingsmanoeuvre vanuit de Ji kloof aan te vallen, terwijl Zhuge zijn hoofdmacht aanvoerde in de richting van Qishan. Door een tactische nederlaag bij Jieting werd het leger van Shu gedwongen zich terug te trekken. Gedurende zes jaar heeft Zhuge Liang meerdere offensieven tegen Wei uitgevoerd, maar problemen met de bevoorrading werkten in zijn nadeel. In 234 leidde hij zijn laatste grote noordelijke offensief waarin hij slag leverde op de vlakte van Wuzhang, ten zuiden van de rivier de Wei. Na de voortijdige dood van Zhuge Liang trok zijn leger zich terug.

### Wu en de ontwikkeling van het zuiden
Ten tijde van Zhuge Liangs grote noordelijke offensieven stond de staat Wu constant onder druk door invasies vanuit het noorden. Het gebied rond Hefei was na de slag bij de Rode Klippen regelmatig het decor van een zware veldslag. Het strijdgeweld was zo groot dat veel inwoners ervoor kozen om naar een gebied te trekken ten zuiden van de Yangzi. Na de dood van Zhuge Liang werden de aanvallen op het gebied Huainan heviger, maar desondanks slaagde het leger van Wei er niet in langs de rij rivierversterkingen van Wu, waaronder het fort Ruxu, te komen.
De lange regeerperiode van Sun Quan wordt gezien als een tijd van overvloed voor zijn staat. Migratie vanuit het noorden en de vestiging van de Shanyue vergrootten de mankracht benodigd voor landbouw, vooral langs de benedenloop van de Yangzi en in Kuanji. Het vervoer per schip groeide door de aanleg van kanalen bij Zhedong en Jiangnan. De handel met Shu bloeide, waarbij vanuit Shu katoen werd geïmporteerd. Er ontstonden metaalbedrijven. Het transport over zee verbeterde zodanig dat zeereizen naar Mantsjoerije en het eiland Taiwan mogelijk werden. In het zuiden bereikten handelaren uit Wu Linyi (in het zuiden van Vietnam) en Fu'nan (Cambodja). Gelijktijdig met de economie, leefden kunst en cultuur op. In de Yangzidelta kwamen de eerste boeddhistische invloeden het land binnen vanuit Luoyang.

## Ondergang van de Drie Koninkrijken

### Wisseling van de macht in Wei

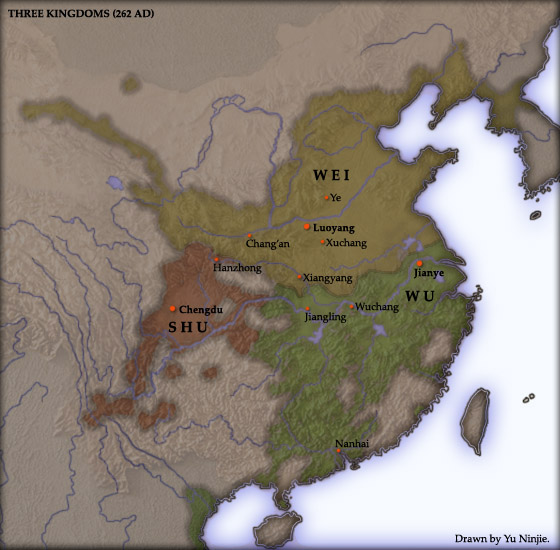
De drie rijken in het jaar 262

Kort voor 240 werden de spanningen tussen de keizerlijke Cao-clan en de Sima-clan merkbaar. Na de dood van Cao Zhen kwam het tot een splitsing tussen Cao Shuang en de Oppercommandant Sima Yi. Cao Shuang benoemde zijn medestanders op belangrijke posten en sloot de Sima, die hij als bedreiging zag, uit. De macht van de Sima-clan, een van de Han-families van grootgrondbezitters, werd versterkt door Sima Yi's militaire overwinningen. Daarbij was Sima Yi een zeer capabel strateeg en politicus. In 238 sloeg hij de opstand van Gongsun Yuan neer en bracht hij de regio Liaodong onder centraal gezag. Uiteindelijk was hij Cao Shuang te slim af. In 249 pleegde hij een staatsgreep in Luoyang en dwong hij Cao Shuang de macht af te staan, op het moment dat de keizerlijke clanleden een tocht naar de graftomben van Gaoping maakten. Velen protesteerden tegen de allesomvattende macht van de Sima-familie, waaronder de Zeven Wijzen van het Bamboebos. Een van de wijzen, Xi Kang, werd na de val van Cao Shuang geëxecuteerd.

### De verovering van Shu
De afnemende macht van de Cao-clan werd weerspiegeld in de neergang van Shu. Na de dood van Zhuge Liang werd zijn positie als Luitenant-Kanselier ingenomen door achtereenvolgens Jiang Wan, Fei Wei en Dong Yun. Maar na 258 kwam de politiek van Shu meer en meer in handen van de eunuchen en steeg de corruptie. Op het militaire vlak was ook weinig bereikt: ondanks verwoede pogingen van Jiang Wei, beschermeling van Zhuge, slaagde Shu er niet in een doorslaggevende overwinning te behalen op Wei.
In 263 viel Wei op drie fronten aan en werd het Shu-leger gedwongen zich uit Hanzhong terug te trekken. Jiang Wei wist nog tegen Zhong Hui's aanval stand te houden bij Jinage, maar werd gepasseerd door de Wei-legeraanvoerder Deng Ai, die zijn troepen vanuit Yinping in snelmars liet oprukken over terrein dat tot dan toe als onovertrekbaar werd beschouwd. In de winter van hetzelfde jaar viel de hoofdstad Chengdu en gaf keizer Liu Shan zich over. Hiermee kwam, na drieënveertig jaar, een einde aan het bestaan van de staat Shu. Jiang Wei gaf zijn troepen over aan Zhong Hui, die hij in 264 nog wist over te halen om samen een opstand te ontketenen tegen Deng Ai. Maar de Wei-soldaten steunden hen niet en ze werden gevangen, en met hun hele familie ter dood gebracht, waarmee het laatste sprankje hoop voor Shu was uitgedoofd.

### De verovering van Wu
Na de dood van Sun Quan in 252 raakte het koninkrijk Wu geleidelijk in verval. De geslaagde onderdrukking door Wei van opstanden door Sima Zhao en Sima Shi in de regio Huainan beperkte de kansen op invloed van Wu.
De val van Shu luidde een verandering in de politiek van Wei in. Sima Yan, kleinzoon van Sima Yi, zette na acceptatie van de overgave door Liu Shan de keizer van Wei (Cao Huan) af en riep zijn eigen Jin-dynastie uit in 265. Hiermee eindigde de zesenveertig jaar lange dominantie van Cao in het noorden. In 269 begon Yang Hu, Jin-legeraanvoerder in het zuiden, met voorbereidingen voor de invasie van Wu, door opdracht te geven tot het bouwen van een vloot en het trainen van mariniers in Sichuan (onder bevel van Wang Jun). Vier jaar later overleed Lu Kang, de laatste grote generaal van Wu, zonder een geschikte opvolger. Het geplande Jin-offensief vond uiteindelijk plaats in de winter van 279. Sima Yan begon vijf gelijktijdige aanvallen langs de rivier Yangzi, van Jiankang tot Jianglin, terwijl de vloot van Sichuan stroomafwaarts naar de provincie Jing voer. Onder druk van een zo grote aanval bezweken de legers van Wu. Jiankang viel in de derde maand van 280, waarmee een eeuw van conflicten werd afgesloten.

## Personen tijdens de Drie Koninkrijken
| - Cao Cao (Wei) - Cao Fang (Wei) - Cao Huan (Wei) - Cao Mao (Wei) - Cao Pi (Wei) - Cao Ren (Wei) - Cao Rui (Wei) - Cao Zhen (Wei) - Dian Wei (Wei) - Dong Zhuo - Gan Ning (Wu) - Guan Yu (Shu) - Guan Ping (Shu) - He Jin (Han) - Huangfu Song (Han) - Huang Gai (Wu) - Huang Zhong (Shu) - Jiang Wei (Shu) - Liu Bei (Shu) - Liu Shan (Shu) | - Liu Hong (Han Lingdi) - Liu Bian (Han Shaodi) - Liu Xie (Han Xiandi) - Lu Fan (Wu) - Lu Xun (Wu) - Lü Bu - Lü Meng (Wu) - Ma Chao (Shu) - Meng Huo (Nanman) - Pang Tong (Shu) - Sima Shi (Wei) - Sima Yan (Jin) - Sima Yi (Wei) - Sima Zhao (Wei) - Sun Ce (Wu) - Sun Hao (Wu) - Sun Jian (Wu) - Sun Liang (Wu) - Sun Quan (Wu) - Lady Sun (Wu) | - Sun Xiu (Wu) - Taishi Ci (Wu) - Wei Yan (Shu) - Xiahou Dun (Wei) - Xiahou Yuan (Wei) - Xu Huang (Wei) - Xu Zhu (Wei) - Yuan Shao - Yue Ying (Shu) - Zhang Fei (Shu) - Zhang He (Wei) - Zhang Jue (Gele Tulbanden) - Zhao Yun (Shu) - Zhen Ji (Wei) - Zhou Tai (Wu) - Zhou Yu (Wu) - Zhu Ran (Wu) - Zhurong (Nanman) - Zhuge Jin (Wu) - Zhuge Liang (Shu) |

## Oorlogen
| - Gele Tulbandenopstand (184) - Slag bij Sishui (191) - Slag bij Jieqiao (191) - Slag bij Xiangyang (191) - Veldtocht voor Yan (194) - Veldtocht voor Jiangdong (194-199) - Slag bij Wancheng (197) - Beleg van Xiapi (198) - Slag bij Yijing (198-199) - Slag bij Guandu (200-202) | - Slag bij Bowang (207) - Slag bij Xiakou (207) - Slag bij Changban (207) - Slag bij de Rode Muur (208) - Veldtocht voor Jing (208) - Slag bij Hefei (209)(eerste slag) - Slag bij de Tong-pas (211) - Veldtocht voor Yi (214) - Slag bij Hefei (216)(tweede slag) - Slag op de Dingjun-berg (217) | - Beleg van Fancheng (219) - Beleg van Maicheng (219) - Slag bij Yiling (222) - Veldtocht voor Nanzhong (225) - Slag bij Jieting (228) - Slag op de Wuzhang-velden (234) - Val van Shu (263) - Einde van Wei, begin van Jin (265) - Val van Wu (280) |